# Ментавејска летећа веверица
Ментавејска летећа веверица (лат. Iomys sipora) је сисар из реда глодара и породице веверица (Sciuridae). 

## Распрострањење
Ареал врсте је ограничен на два индонежанска ментавејска острва Северни Пагај (Пагај Утара) и Сипора, која су једино познато природно станиште врсте.

## Станиште
Станиште врсте су шуме.

## Угроженост
Ова врста се сматра угроженом.